# Капріано-дель-Колле
Капріано-дель-Колле (італ. Capriano del Colle) — муніципалітет в Італії, у регіоні Ломбардія, провінція Брешія.
Капріано-дель-Колле розташоване на відстані близько 440 км на північний захід від Рима, 75 км на схід від Мілана, 11 км на південний захід від Брешії.
Населення — 4673 особи (2014).
Щорічний фестиваль відбувається 29 вересня. Покровитель — святий Архангел Михаїл.

## Демографія
Населення за роками:

Станом на 1 січня 2023 року в муніципалітеті офіційно проживало 546 іноземців з 45 країн, серед них 99 громадян країн Євросоюзу та 24 громадяни України.

## Сусідні муніципалітети
- Аццано-Мелла
- Баньйоло-Мелла
- Кастель-Мелла
- Делло
- Флеро
- Понкарале